# Jesus Christ Superstar (české album, 1994)
Výběrová studiová nahrávka z prvního českého nastudování muzikálu Jesus Christ Superstar Andrewa Lloyda Webbera (hudba) a Tima Riceho (libreto, překlad Michael Prostějovský) v divadle Spirála na pražském Výstavišti vyšla v roce 1994.
Obsahuje 19 hudebních čísel (v sedmnácti stopách), přičemž předehra je výrazně zkrácená.
Album nazpívala hvězdná sestava inscenace, rozdílů v obsazení oproti záznamu 200. představení je málo, krále Heroda na tomto studiovém albu zpívá Bohouš Josef a Kaifáše Jiří Schoenbauer. Šimona Zélótu nazpíval Martin Skala, který tuto roli v divadle nehrál, alternoval v roli Ježíše a římských vojáků.
Album bylo pokřtěno na závěr večerního představení muzikálu 17. srpna 1994.
Album vyšlo v reedici v roce 2010 se dvěma přidanými tracky, patrně z živé nahrávky. V roce 2018 vyšla reedice původního alba na vinylu, na 2LP.

## Skladby
1. Předehra – 0:46
2. Jak ze sna procitám – 4:28
3. Proč ten shon? / Divná mystifikace – 3:10
4. Vše je tak, jak má být – 3:58
5. Zemřít by měl... – 3:37
6. Hosanna – 2:16
7. Šimon Zélótes / Ubohý Jeruzalém – 5:22
8. Pilátův sen – 1:33
9. Vše je tak, jak má být – 0:36
10. Co je na tom tak zlého? – 3:46
11. Poslední večeře – 7:22
12. V zahradě getsemanské – 6:09
13. Kristus před Pilátem – 2:52
14. Song krále Heroda – 3:08
15. Pilátův soud + 39 ran – 5:25
16. Superstar – 4:23
17. Jan 19,41 – 2:07

## Nazpívali
- Ježíš Kristus – Kamil Střihavka
- Jidáš Iškariotský – Dan Bárta
- Marie Magdalena – Bára Basiková
- Pilát Pontský – Aleš Brichta
- Héródés Antipas – Bohouš Josef
- Kaifáš – Jiří Schoenbauer
- Annáš – Jindřich Vobořil
- Šimon Zélótes – Martin Skala
- Šimon Petr – Miroslav Mokoš
- sbor: Zuzana Krištofová, Pavla Kapitánová, Erika Kubálková, Dana Koklesová, Linda Stránská, Karolina Pospíšilová, Renáta Podlipská, Ilona Vozničková, Leona Machálková, Milan Potůček, Martin K. Novotný, Pavel Drábek (Ovarotti), Aleš Hnídek, Patrick Tenev, Ondřej Kulhavý, Richard Horký, Radek Valenta, Bronislav Kotiš, Vlastimil Korec, Jiří Malšovský, Jan Teplý ml., Patrick Fridrichovský, Tomáš Kočko, Martin France, Jan Fiala
- soul girls: Táňa Kerhartová-Novotná, Athina Langoská, Ája A. Suková

## Nahráli
- Jakub Zahradník – piano
- Ota Balage – klávesové nástroje, hudební režie
- Stanislav Jelínek – kytary
- Ivan Doležálek – baskytara
- František Raba – baskytara
- František Hönig – bicí
- Štěpán Smetáček – bicí
- Marcel Vlček – perkuse
- Jan Hanzlík – sbormistr
- symfonický orchestr pod vedením Arnošta Moulíka